# 리스타 더 슈팅 스타
리스타 더 슈팅 스타(Ristar the Shooting Star, リスター・ザ・シューティングスター)는 1995년 2월 16일에 메가 드라이브와 게임 기어로 발매된 세가의 액션 플랫포머이다. 이 게임의 주인공은 별이 의인화된 모습을 한 리스타로, 발디 행성계를 위협하는 악당 그리디를 물리치기 위해 모험을 떠난다는 내용을 다루고 있다.
리스타는 세가 새턴과 다른 차세대 기종의 발매에 가려 큰 호평을 받는데 실패했지만, 시간이 지나면서 튼실한 게임플레이와 화려한 색상이 가득한 그래픽으로 많은 매체들로부터 뒤늦게 재조명을 받았다. 이후 세가는 후속작을 만들지 않았지만, 여러 차례 메가 드라이브 게임 모음집에 포함해서 출시하거나 디지털 방식으로 재발매를 한 바 있다.

## 게임플레이
리스타 더 슈팅 스타는 소닉 더 헤지호그와 같은 2D 사이드스크롤링 플랫포머이지만, 점프와 달리기 대신 리스타가 가진 능력은 신축성 팔이다. 8방향으로 늘일 수 있는 팔을 이용해 적을 잡아서 리스타의 박치기로 물리치거고, 잠겨있는 상자를 열고 작은 물체를 잡아서 다른 곳으로 집어던지는 등 다방면으로 능력을 발휘해 돌파하는 것이 이 게임의 중점이다. 리스타의 팔은 지형과 아이템에도 사용할 수 있어서, 멀리 있는 손잡이를 붙잡아서 이동하거나 세워진 나무기둥을 쓰러뜨려 건널목으로 만들 수도 있다.
붙잡기와 공격하기 외에 리스타는 조건만 갖추면 스스로 비행할 수 있다. 행성마다 있는 철봉을 잡고 돌면 가속도를 받고 점점 빠르게 제자리서 빙글빙글 도는데, 각도를 잘 재고 철봉을 놓으면 원하는 방향으로 날아 장거리를 주파하게 된다.
이 게임의 목표는 각각 두 레벨로 나뉜 행성들을 돌면서 스테이지 끝에 있는 보스에게 승리를 거두는 것이다. 발디 행성계에 속한 여섯 행성들을 전부 클리어하면 최종보스가 기다리는 캐슬 그리디에서 마지막 결투를 치르게 된다.

## 줄거리
평화로웠던 발디 행성계에 어느 날, 우주 해적 카이저 그리디(Kaiser Greedy)가 나타나 행성들의 지도자들을 차례로 굴복시켜 정복하고자 한다. 끝까지 버티던 니어 행성의 주민들은 모여서 영웅이 내려오길 바라는 의식을 치렀다. 그들의 간절한 기도가 우주를 돌보는 별의 여신 오루토의 마음에 닿았고, 그녀는 자신의 아이들 중 하나, 리스타를 깨워 행성계로 보낸다. 리스타는 그리디의 음모와 세뇌당한 지도자들의 횡포를 멈추고 은하의 평화를 되찾기위해 모험을 떠난다.
북미와 유럽에서 발매된 버전은 상기한 일본판 줄거리와 몇 가지 차이점이 있다. 여기서는 여신 오루토가 등장하지 않고, 대신 리스타의 아버지인 전설의 영웅이 그리디에게 납치당해 리스타가 그를 구출하러 떠나는 이야기로 수정됐다.

## 개발

### 구상
리스타는 원래 소닉 더 헤지호그의 디자인에 대해 논의하는 도중 제시된 한 도안에서 비롯됐다. 당시 소닉 팀을 이끌었던 나카 유지는 이렇게 회상했다.

리스타의 초기안 필(Feel)은 귀쪽이 뾰족한 토끼 형상에 가까웠다.

최초엔 자기 귀를 늘여서 물체를 잡을 수 있는 토끼 같은 모습을 한 캐릭터를 생각했었습니다. 개발이 진행되면서 게임 속도를 점차 빠르게 만드니까 우리는 그에 맞는 주인공의 특별한 능력을 구상해야했죠. 그때 몇 년 전에 제가 생각해낸 스스로 몸을 말아서 적에게 돌진하는 캐릭터가 떠오르더군요. 고슴도치가 몸을 마는 특성이 있으니까, 우리는 캐릭터 모습을 토끼에서 고슴도치로 바꾸기로 했습니다.
의논 끝에 최종적으로 제외된 후, 이 도안은 소닉과는 별개의 캐릭터로 채택됐고, 그를 주인공으로 하는 게임으로 개발되기 시작했다. 발매를 1년가량 앞둔 상태에서 잡지에서 필(Feel)이라는 제목을 달고 최초로 모습이 공개됐는데, 토끼와 닮은 점이 줄어들고 귀 대신 팔로 물체를 잡는 등 이미 최초 도안에서 상당히 벗어난 형태를 하고 있었다. 이후 개발이 진행되면서 모습이 재차 변경돼, 발매되기 직전엔 현재와 같은 별 모양의 모습으로 확정됐다. 게임의 제목도 한때 덱스타(Dexstar)라고 부른 적이 있으나, 최종적으론 리스타라는 이름으로 발매됐다.

### 현지화
세가는 리스타 더 슈팅 스타를 일본과 서양에 모두 출시했지만, 서양에선 별도의 수정 작업을 거친 판을 출시했다. 먼저 줄거리상으로 리스타가 모험을 떠나는 계기가 바뀌었는데, 일본에 출시된 버전은 여신 오루토가 행성계를 구하기 위해 리스타를 깨워 내보내는 것이었지만, 서양에 출시된 버전은 전설적인 영웅의 아들인 리스타가 아버지를 구출하기 위해 떠나는 내용으로 바뀌었다.
등장하는 적들의 디자인들도 버전에 따라 달라졌다. 얼음 행성의 보스인 이타모르는 일본판에서는 고양이 모습의 거대 로봇으로, 이 보스가 뜨거운 음식에 약한 것은 일본어 관용구 "고양이혀(猫舌)"에서 비롯된 특성이다. 이 점은 서양에서 발매된 버전에선 눈사람 형태의 얼음 로봇으로 모습이 바뀌었다. 그외에 서양판에서 등장하는 졸개들은 일본판과 비교했을 때 눈매가 매섭고 찡그린 얼굴을 하도록 수정됐다.
서양판에는 일본판엔 등장하지 않는 몇몇 추가 장면들이 들어있다. 얼음 레벨의 도입부에선 스키를 타고 내려오는 장면이 나오며, 반중력으로 공중에서 헤엄치는 레벨에선 특수신발을 착용하는 동작이 추가됐다.

### 게임 기어 버전
메가 드라이브판 리스타는 세가가 직접 개발한 반면, 게임 기어판은 해당 기종으로 베어 너클 같은 세가 게임을 자주 이식하던 바이옥스(Biox)가 담당했다. 게임 기어판은 게임플레이나 레벨 구성 등 기본적인 골자는 메가 드라이브판과 공유하지만, 새로운 레벨 배경과 적 배치처럼 게임 기어판에서만 등장하는 요소들도 다수 있다. 예를 들어, 여기서만 등장하는 붉은 별 아이템은 리스타를 잠시동안 무적 상태로 만들어 닿기만 해도 적을 없애는 능력을 부여한다. 또한 이 버전에선 레벨마다 수집할 수 있는 자그마한 별이 흩어져있어서 100개를 모을 때마다 목숨 하나를 보상한다.
발매된 지역에 따라 줄거리가 달라진 메가 드라이브판과는 달리, 여기서는 일본판에 있는 오루토 여신이 리스타를 내려보내는 이야기로 통일됐다. 다만 북미 게임 기어판의 경우 두번째 행성에서 첫번째 스테이지를 건너뛰고 시작하는 차이점이 있다.

## 반응
발매 당시 게임 잡지사들의 반응은 대체로 미지근했다. 세가 새턴 매거진은 이 게임의 음악, 그래픽과 게임플레이에 호명을 내렸지만 소닉 더 헤지혹이나 다이너마이트 헤디와 비교하면서 독창성이 부족하다면서 점수를 87%로 매겼다. 세가 프로에선 소닉 더 헤지혹과의 유사점에 주목하면서, "당신이 겉모습에만 보고 이 게임이 소닉 더 헤지혹이라 생각했어도 좋다. 하지만 당신이 이 게임을 꽂고 플레이한다면 리스타는 좀더 느리고 체계적인 게임이라는 걸 느낄 것이다. 이 게임 상의 상당한 퍼즐 요소는 시장에 널린 수백 개의 플랫포머로부터 차별된 개성이라하기에 충분하다"라는 평을 달았다. 세가 파워에서는 마찬가지로 소닉과 다이너마이트 헤디와의 공통점에 집중했지만, 짧은 플레이 시간과 모자른 독창성을 들며 "소닉을 좋아하면 이것도 좋아하겠지만, 역시 소닉만큼 좋지는 않다"라고 74점밖에 주지 않았다. 게임프로도 또한 리스타가 소닉에 비해 느릿느릿하고(sluggish) 동시대의 다른 플랫포머들과 비교했을 때 애니메이션 방면과 난이도 조절이 부족하다고 썼다. 그러나 해당 리뷰어는 색채가 풍부한 비주얼과 기발한 게임플레이를 칭찬하며 추천 목록에 올렸다. 일렉트로닉 게이밍 먼슬리의 다섯 기자는 평균 10점 만점에 7.6점을 주었는데, 그중 마이크 웨이건(Mike Weigand)은 "신선하고 휼륭한 캐릭터다. 리스타는 단순한 점프액션보다 더 많은 기술을 요구하는 게임이다."라며 말을 줄였다. 넥스트 제너레이션의 한 기자는 다이너마이트 헤디로부터 빌린 요소들을 지적했지만, 동시에 리스타만의 독특함을 충분히 가졌음을 시사하며 단순한 모방작이 아님을 명시했다. 그는 리스타의 스테이지 디자인을 두고 "각양각색의 보스들과 훌륭한 음악"을 가졌다며 이 시대 최고의 플랫포머라고 칭찬했다. 그럼에도 불구하고 그는 게임에 별 5개 만점에 3개만을 줬다. 패미통 잡지선 40점 만점에 29점을 매겼다.
세가의 비디오 게임 합본들과 디지털 매체를 통해 여러 차례 재출시된 이후, 리스타에 대한 평가는 긍정적으로 변했다. IGN의 루카스 토마스(Lucas M. Thomas)는 게임플레이, 그래픽, 사운드트랙을 모두 칭찬하면서 10점 만점에 8점을 주고 "플랫포머의 팬이라면 반드시 이 게임에 주목할 필요가 있다"라고 글을 맺었다. 게임스팟의 프랭크 프로보(Frank Provo)는 메가 드라이브의 한정된 성능을 최대로 활용한 리스타의 화려한 그래픽에 찬사를 남겼다. 그는 리뷰의 끝머리에 이 게임의 버추얼 콘솔 재발매를 기념하면서 플레이할 기회를 놓치지 말라고 당부했다. 닌텐도라이프의 코비 디라드(Corbie Dillard)는 리스타 더 슈팅 스타에 대해 "16비트 시대 사상 가장 독창적인 착상을 갖춘 게임"이라고 칭하면서 15년 뒤에 플레이했을 때도 발매 당시만큼이나 재밌는 타이틀이라 말하며 10점 만점에 9점을 매겼다.
IGN의 래비 부처넌(Levi Buchanan)은 리스타에 헌정한 기사에서 메가 드라이브 후반기에 뛰어난 그래픽과 게임플레이로  무장하고 나타난 명품이었지만 발매 시기가 좋지 않아 응당한 주목을 받지 못했다고 안타까워했다. 그는 끝머리에 "세가가 소닉의 무서운 인기와 세가 새턴의 발매에 신경쓴 탓에 리스타는 뒤로 밀릴 수 밖에 없었다"라고 기술했다.

## 후속
세가 제네시스 컬렉션의 인터뷰 영상에서 리스타 더 슈팅 스타를 기획한 니시노 아키라는 이렇게 밝혔다.
리스타를 후속작에서 다시 만나볼 수 있냐고요? 아마도 안되겠죠. 물론 개발자로서 전 다시 보고 싶습니다. 게임을 개발할 당시에도 후속작을 생각하고 있었는데, 캐릭터 디자인까지도 마쳤지만 여러 이유로 결국 무산된 바 있습니다. 하지만 팬들께서 계속해서 그런 말을 물으니 저도 감사히 여깁니다.
리스타 더 슈팅 스타의 후속작은 제작되진 않았지만, 소닉 메가 컬렉션, 세가 제네시스 컬렉션이나 소닉의 얼티밋 제네시스 컬렉션과 같은 소닉과 세가의 이름을 달고 나온 합본판을 통해 여러 차례 재발매됐다. 또한 Wii의 버추얼 콘솔과 스팀의 세가 메가 드라이브 앤 제네시스 클래식스를 통해서도 발매됐다.
리스타는 세가의 게임들에서 카메오로 여러 번 출연했다. 드림캐스트로 발매됐던 쉔무에서는 1, 2편에서 모두 무작위로 구입할 수 있는 가샤폰으로 나왔다. 2001년에 발매된 드림캐스트 게임 세가가가에선 인트로 영상에서 짤막하게 나타났다. 2012년 발매된 소닉 앤 올스타즈 레이싱 트랜스폼드에서는 레이싱 카운터로 등장했는데, 원래 프로듀서는 레이서로 등장시키려고 했으나 뒤에서 봤을 때 누군지 알아보기 어렵다는 이유로 불발됐다.